# Nonciature apostolique en Haïti
La nonciature Apostolique en Haïti est la mission diplomatique du Saint-Siège en Haïti. Il est situé à Port-au-Prince. L'actuel nonce apostolique est l'archevêque Francisco Escalante Molina, qui a été nommé à ce poste par le pape François le 4 juin 2021.
La nonciature apostolique en République d'Haïti est un office ecclésiastique de l'Église catholique, doté du rang d’ambassade. Le nonce y remplit une double fonction : il représente le Saint-Siège auprès du président d'Haïti en tant qu’ambassadeur, et il agit comme délégué et point de contact entre la hiérarchie catholique locale et le pape.

## Représentants du Saint-Siège en Haïti
Délégués apostoliques
- Joseph Rosati (30 avril 1841 - 25 septembre 1843), également évêque de Saint-Louis
- Giovanni Monetti (30 octobre 1860 - 1861), également évêque de Cervia (en)
- Martial-Guillaume-Marie Testard du Cosquer (29 novembre 1861 - 1er octobre 1863)
- Rocco Cocchia (it) (28 juillet 1874 - 9 août 1883), également évêque titulaire d'Oropus (de) puis archevêque titulaire de Siraces (de)
- Bernardino di Milia (13 mai 1884 - novembre 1890), également archevêque titulaire de Thabraca (de)
- Spiridion-Salvatore-Costantino Buhadgiar (28 novembre 1890 - 10 août 1891), également archevêque titulaire de Ruspæ (de)
- Giulio Tonti (10 août 1892 - 21 juillet 1902), également archevêque titulaire de Sardes (de) puis d'Ancyre (de)

Internonces apostoliques
- Francesco Cherubini (it) (13 novembre 1915 - 2 mars 1920), également archevêque titulaire de Nicosie
- George J. Caruana (en) (28 janvier 1927 - septembre 1930), également archevêque titulaire de Sébaste (de)

Nonces apostoliques
- Giuseppe Fietta (23 septembre 1930 - 24 juillet 1936) [1] [note 1], également archevêque titulaire de Serdica (de)
- Maurilio Silvani (24 juillet 1936[1] - 23 mai 1942) [4], également archevêque titulaire de Naupacte (de)
- Alfredo Pacini (23 avril 1946[5] - 23 avril 1949) [6], également archevêque titulaire de Germia (de)
- Francesco Lardone (en) (21 mai 1949[7] - 21 novembre 1953) [8], également archevêque titulaire de Rhizaeum (de)
- Luigi Raimondi (24 décembre 1953[9] - 15 décembre 1956), également archevêque titulaire de Tarse
- Domenico Enrici (30 janvier 1958 - 5 janvier 1960), également archevêque titulaire d'Ancusa (de)
- Giovanni Ferrofino (8 février 1960 - 3 novembre 1965), également archevêque titulaire de Zenopolis-en-Isaurie (de)
- Marie-Joseph Lemieux (16 septembre 1966 - 30 mai 1969), également archevêque titulaire de Saldae (de)
- Luigi Barbarito (10 juin 1969 - 5 avril 1975), également archevêque titulaire de Fiorentino (de)
- Luigi Conti (1er août 1975 - 19 novembre 1983), également archevêque titulaire de Gratiana (de)
- Paolo Romeo (17 décembre 1983 - 24 avril 1990), également archevêque titulaire de Vulturia (de)
- Giuseppe Leanza (3 juillet 1990 - 4 juin 1991), également archevêque titulaire de Lilybaeum (de)
- Lorenzo Baldisseri (15 janvier 1992[10] - 6 avril 1995) [11], également archevêque titulaire de Diocletiana (de)
- Christophe Pierre (12 juillet 1995 - 10 mai 1999), également archevêque titulaire de Gunela (de)
- Luigi Bonazzi (19 juin 1999 - 30 mars 2004), également archevêque titulaire d'Atella (de)
- Mario Giordana (27 avril 2004 - 15 mars 2008), également archevêque titulaire de Minora (de)
- Bernardito Auza (8 mai 2008 - 1er juillet 2014), également archevêque titulaire de Suacia (de)
- Eugène Nugent (10 janvier 2015 - 7 janvier 2021), également archevêque titulaire de Domnach Sechnaill (de)
- Francisco Escalante Molina (4 juin 2021 - 25 janvier 2024) [12], également archevêque titulaire de Gratiana (de)